# キャサヌル森林病
キャサヌル森林病（きゃさぬるしんりんびょう、英: Kyasanur forest disease (KFD)）とは、フラビウイルス科フラビウイルス属に属するキャサヌル森林病ウイルスによる人獣共通感染症である。
日本では感染症法で四類感染症に2007年に追加指定された。2014年までに感染者報告例はない。

## 概要
病原体ウイルスは1957年にインドで分離された。インドでは年間400 - 500人が発症し、致死率は3 - 5%とされる。
森林に棲息するマダニと小型齧歯類及びリス、コウモリ、サルなどが感染環と考えられている。
主にダニの刺咬で感染し、人と人の間では感染しない。ウシ、ヤギ、ヒツジなどにも感染する。
潜伏期間は3 - 12日間で、急な発熱と頭痛、筋肉痛、咳、脱水、消化器症状などのほか、低血圧、血球の減少などが生じる。出血傾向があり、約4割で出血性肺水腫がみられ、ときに腎不全も生じる。発症後1 - 3週間の寛解が続いた後に、15 - 50%で再発し、発熱から髄膜炎や脳炎に至る様々な症状を示す。致死率は3 - 5%で、後遺症はない。
特異的な治療法はなく、対症療法が重要となる。

## 参考資料
- 9 キャサヌル森林病 感染症情報 厚生労働省
- 感染症法改正で新たに追加された急性脳炎をおこす４類感染症 国立感染症研究所